# HD 39632
HD 39632，又名BD+10 927，SAO 94977、HR 2048，是一颗恒星，视星等为6.12，位于銀經196.87，銀緯-7.61，其B1900.0坐标为赤經5h 48m 41s，赤緯+10° -7.61′ 57″。